# 港の五番町
『港の五番町』（みなとのごばんちょう）は、1972年（昭和47年）7月に愛田健二、同年9月に原みつるとシャネル・ファイブ、1988年（昭和63年）9月に五木ひろしがカヴァーしてリリースしたシングルである。原みつる（平田満）によるヴァージョン（以下平田版）は同バンドの3枚目のシングル、五木版は『よこはま・たそがれ』から数えて55枚目のシングルで、同年の第30回日本レコード大賞金賞を受賞した。

## 解説
元々は1972年に『かもめ町みなと町』などとともに作詞・作曲家6人ずつのコンビによる楽曲を2曲ずつ収録するという五木のアルバム『ぼくの新しい十二曲』のうちの1曲として制作されたもので、この版は馬飼野俊一が編曲を手掛けた。
同年7月10日には愛田健二のシングルとして発表され、こちらも馬飼野が編曲を手掛けている。なおB面の『愛の終着駅』は八代亜紀の同名曲とは異なる。
原みつるとシャネル・ファイブにとっては、デビュー以来、藤本卓也の楽曲を歌って来たが、AB面ともに初めての阿久・彩木コンビの作品であった。1972年6月に録音、同年9月にリリースされたが、チャート、売上ともに数字は残していない。平田版は、2001年（平成13年）にリリースされた企画盤CD-BOX『ムードコーラス・スペシャル 秘密のカクテル』 Vol.4（東芝EMI GSD-7504）に、5枚目のシングル表題曲『くやし泣き』とともに収録された。
1976年（昭和51年）にはアルバム『阿久悠の我が心の港町』のうちの1曲として、阿久本人のナレーションと上村次郎（現：新田晃也）の歌唱にて収録されている。なおこのアルバムはのちに八代亜紀の歌唱で知られる『日本海』も収録されている。
1988年、16年ぶりに発掘され、竜崎孝路による編曲と再録音を経て発売された五木版は、累計売上は約50万枚であり、同年12月31日に、NHKホールで行われた第39回NHK紅白歌合戦に本作で18回目の出場を果たした。

## 収録曲

### 愛田版
1. 港の五番町（3分54秒）
作詞：阿久悠／作曲：彩木雅夫／編曲：馬飼野俊一
2. 愛の終着駅（2分53秒）
作詞：山上路夫／作曲：田中宗彦／編曲：ブルーノ、高田弘

### 平田版
- 両楽曲共に、作詞：阿久悠／作曲：彩木雅夫／編曲：高田弘

1. 港の五番町（3分19秒）
2. 泣かない女（3分2秒）
※出版権：ミュージックキャップ・トーキョー

### 五木版
- 両楽曲共に、作詞：阿久悠

1. 港の五番町（4分30秒）
作曲：彩木雅夫／編曲：竜崎孝路
※出版権：ミュージックキャップ・トーキョー
2. 死んでもいい（4分27秒）
作曲：三木たかし／編曲：若草恵
※出版権：テレビ朝日ミュージック

## 註
1. ↑  このアルバムには、阿久・彩木（以下、同様に作詞者・作曲者の順に記述）の他に、山上路夫・平尾昌晃、安井かずみ・鈴木淳、川内康範・猪俣公章、後に『旅鴉』を手掛けた藤田まさと・遠藤実、『かもめ町みなと町』の山口洋子・筒美京平が楽曲を提供。
2. 1 2  『港の五番町』、原みつるとシャネル・ファイブ、キングレコード、1972年9月、ジャケット裏面の記述。
3. ↑  彩木雅夫作曲活動の主な作品、ミュージックキャップ、2009年7月6日閲覧。